# Coelachne
Coelachne es un género de plantas herbáceas de la familia de las poáceas. Es originario de África tropical Asia y Australia.

## Etimología
El nombre del género deriva del griego koilos (hueco) y achne (paja, escala), refiriéndose a un ventricoso lemma inferior. 

## Citología
Número de la base del cromosoma, x = 10. 2n = 40. 

## Especies
| - Coelachne africana Pilger - Coelachne angolensis (Rendle) Jacques Felix - Coelachne auquieri P.Ndabaneze - Coelachne brachiata Munro ex Benth. - Coelachne friesiorum C.E.Hubbard - Coelachne ghatica V.N.Naik - Coelachne hackeli Merrill - Coelachne infirma Buese - Coelachne japonica Hack. - Coelachne madagascariensis Baker | - Coelachne meeboldii C.E.C.Fischer - Coelachne minuta Bor - Coelachne occidentalis Jacques Felix - Coelachne paludosa Peter - Coelachne perpusilla Thw. - Coelachne pulchella R.Br. - Coelachne simpliciuscula Munro ex Benth. - Coelachne soerensenii Bor - Coelachne subulifolia F.Muell. |